# Citrate de potassium
Le citrate de potassium, appelé aussi citrate tripotassique, est un sel de potassium de l'acide citrique de formule K3C6H5O7. C'est un composé cristallin blanc, hygroscopique, inodore et qui a un goût salin.
Il est utilisé comme régulateur alimentaire de pH, et son numéro E est E332. Il est également utilisé en médecine pour contrôler les calculs rénaux composés d'acide urique ou de cystine.
En 2020, il était le 297e médicament le plus prescrit aux États-Unis avec plus d'un million de prescriptions.

## Synthèse
Le citrate de potassium peut être synthétisé lorsque l'acide citrique est neutralisé avec du bicarbonate de potassium, du carbonate de potassium ou de l'hydroxyde de potassium.

## Utilisations
Le citrate de potassium est rapidement absorbé par voie orale et est excrété par l'urine.
Il est largement utilisé pour traiter la lithiase urinaire. Il peut également être utilisé pour le traitement de cas légers de cystite.
Il est ajouté a plusieurs boissons gazeuses comme agent tampon.